# Pierre de Poitiers (traducteur)
Pour le théologien, voir Pierre de Poitiers.
Pierre de Poitiers (Petrus Pictaviensis), (vers 1130 - Paris, 1215), moine clunisien et chanoine de Saint-Victor de Paris, est un lettré du XIIe siècle et du début du XIIIe siècle, théologien scolastique, victorin, auteur d'un traité pénitentiel (ouvrage à caractère pastoral).

## Biographie
Pierre de Poitiers fit partie de l'équipe qui traduisit pour la première fois le Coran en latin, en Espagne, sous la direction de l'abbé de Cluny Pierre le Vénérable (Lex Mahumet pseudoprophete).
Il a aussi révisé la traduction que Pierre de Tolède a fait de l'Apologie d'Al-Kindi.